# Lirnik (góra)

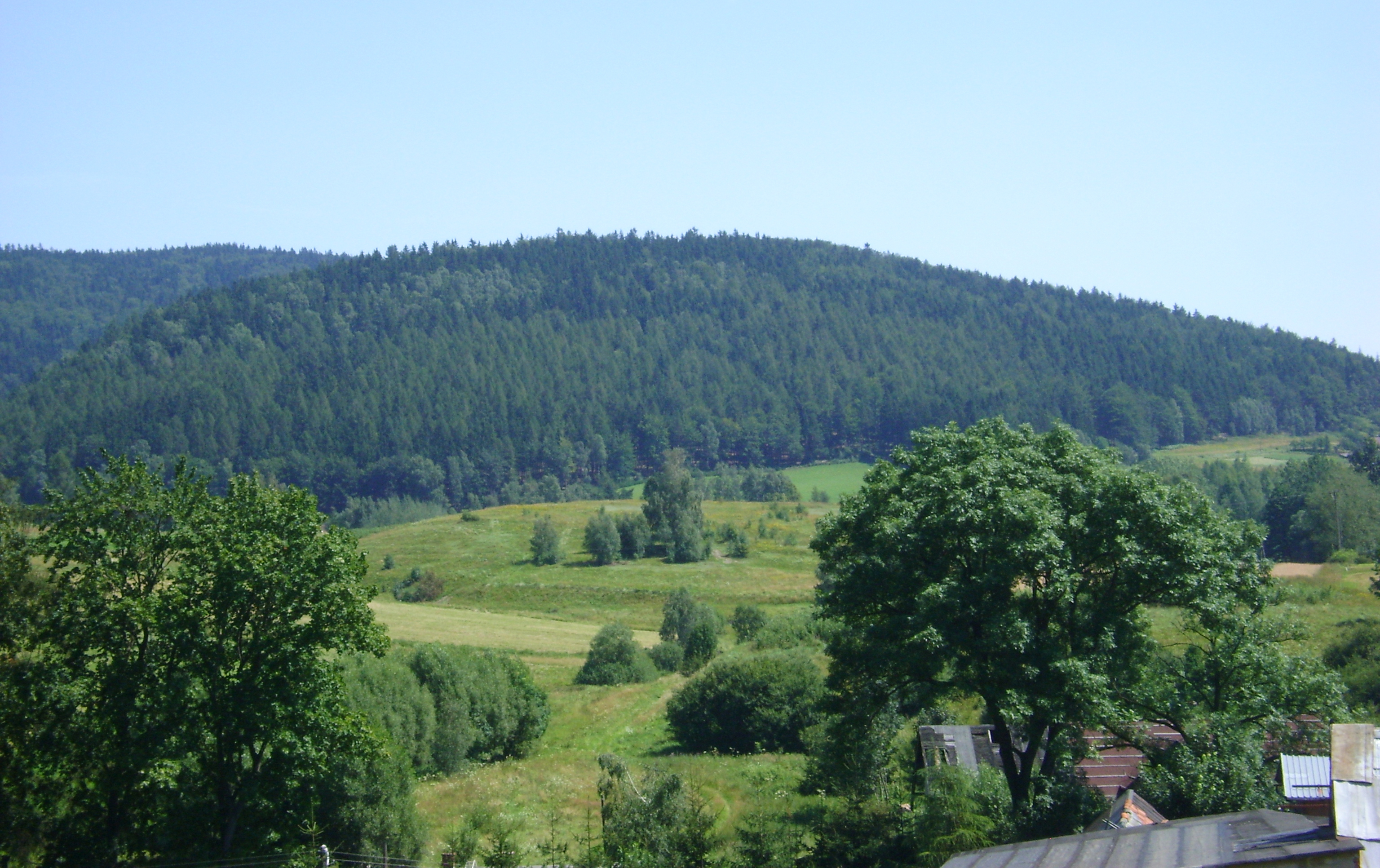
Widok Lirnika z północno-wschodniego zbocza Włodyki

Lirnik (niem. Lierberg) – wzniesienie (635 m n.p.m.) w południowo-zachodniej Polsce, w Sudetach Środkowych, w południowo-środkowej części Gór Sowich.

## Położenie i opis
Wzniesienie położone jest we wschodniej części Gór Sowich, na wschód od miejscowości Jugów. U podnóża góry, położone są przysiółki Jugowa: Jutroszów i Pniaki. Wzniesienie położone jest w Parku Krajobrazowym Gór Sowich.
Jest to kopulaste wzniesienie w kształcie grzebienia o stromych zboczach, z niewyraźnie zaznaczonym wierzchołkiem. Góra stanowi najciekawszy obiekt geologiczny w Górach Sowich o bardzo skomplikowanej budowie geologicznej. Na południowo-zachodnim zboczu występują górnokarbońskie warstwy złożone z łupków, piaskowców i zlepieńców, w których znajdują się wkładki węgla kamiennego. Szczyt zbudowany jest z paleozoicznych dolomitów, a północno-zachodnia część góry zbudowana jest z prekambryjskich ortognejsów i kataklazytów oraz dolnokarbońskich zlepieńców gabrowych. W południowej części wzniesienia występują żyły kruszconośne, które zapadają się pod kątem od 70° do 90°.
Zbocza w całości porośnięte lasem świerkowym regla dolnego z niewielką domieszką buka.

## Historia
Z masywu Lirnika już od XVI wieku wydobywano rudy miedzi. Pierwszym znanym udokumentowanym właścicielem wzniesienia, który prowadził roboty górnicze w masywie Lirnika był Henrich von Stillfried. W 1753 roku powstało gwarectwo górnicze Lirnika, do którego przystąpili mieszczanie srebrnogórscy i oficerowie pruscy. W tym okresie wykonano sztolnię "Gluck", szyb "Anblick" oraz przebudowano wyrobiska "Johannes" i "Christie". W 1762 roku żołnierze austriaccy, wspierani przez mieszkańców Jugowa, zniszczyli kopalnię na Lirniku. Na zboczach Lirnika pozostała duża liczba reliktów dawnej działalności górniczej.

## Turystyka
Na południowo-wschodnim zboczu poniżej szczytu występuje grupa ciekawych form pn. Diamentowe Skałki, które bardziej znane są geologom niż wędrowcom. Obecnie Lirnik jest górą zapomnianą i pomijaną przez turystów.